# Chrysobothris purpureovittata
Chrysobothris purpureovittata es una especie de escarabajo del género Chrysobothris, familia Buprestidae. Fue descrita científicamente por Horn en 1886.
Mide entre 5.5-7.5 mm.

## Subespecies
- Chrysobothris purpureovittata cercocarpi Westcott & Nelson, 2000
- Chrysobothris purpureovittata purpureovittata Horn, 1886